# Caruban (Kanor)
Caruban is een bestuurslaag in het regentschap Bojonegoro van de provincie Oost-Java, Indonesië. Caruban telt 1333 inwoners (volkstelling 2010).